# Alkopoligamia: zapiski typa
Alkopoligamia: zapiski typa – debiutancki album studyjny polskiego rapera Mesa. Wydawnictwo ukazało się 29 października 2005 roku nakładem wytwórni muzycznej T1-Teraz. Nagrania zostały wyprodukowane przez samego Mesa, a także Demena, Dżonsona, Emade, Stereotypa, Webbera i L.A. (WhiteHouse). W ramach promocji do utworów „Wjaazd” i „Zdrada '06” zostały zrealizowane teledyski.
Nagrania dotarły do 47. miejsca zestawienia OLiS. Pewną popularność w Polsce zyskał pochodzący z płyty utwór pt. „Zdrada '06”, który dotarł do 38. miejsca Szczecińskiej Listy Przebojów Polskiego Radia.
26 listopada 2011 roku nakładem firmy Alkopoligamia.com ukazało się wznowienie debiutu rapera. Wydawnictwo zostało poszerzone o drugą płytę CD. Reedycja była promowana teledyskiem do utworu „Detoks”. Rok później, 18 maja materiał został wydany na trzech płytach gramofonowych.

## Lista utworów
Opracowano na podstawie materiału źródłowego.
| 1. „Intro” (produkcja: Stereotyp) – 2:32 2. „..widzę szaleństwo” (produkcja: Dżonson, gościnnie: Jeeż A.K.A. Ewing, Flow) – 4:40[A] 3. „.. strach..” (gitara basowa: Glub, produkcja: Mes) – 4:03 4. „Wjaazd!” (produkcja: Demen) – 4:09[B] 5. „Cygara i pety” (produkcja: Webber) – 3:49 6. „Dwa światy” (produkcja: Stereotyp, scratche: DJ M-Easy) – 3:54 7. „Zdrada” (gościnnie: Flow, produkcja: Mes, trąbka: Rafał Gańko) – 4:15 8. „_Stop!” (produkcja: Stereotyp, gościnnie: Piotr Pacak) – 3:14 9. „Sam siedzę tu..” (gościnnie: Flow, produkcja: Stereotyp) – 4:16 10. „Ot tak” (produkcja: Mes, scratch: DJ M-Easy) – 3:56 11. „Witaj śmierci” (produkcja: Dżonson) – 5:11 12. „G-Funk, jakbyś pytał” (gitara basowa: Paweł Kuźmicz, produkcja: L.A., gościnnie: 2cztery7) – 4:07 13. „T-Y-P (definicja)” (produkcja: Mes, scratche: DJ Twister) – 4:08 14. „Pół żartem/Pił serio” (produkcja: Emade) – 3:52 |  | CD 2 (reedycja 2011) 1. „Krzyki za oknem (Remix)” (produkcja: Święty Mikołaj) – 3:58 2. „Sam siedzę tu.. (Live)” (produkcja: Stereotyp) – 4:57 3. „..wyżeej..” (produkcja: Święty Mikołaj, syntezator: Głośny, gościnnie: Flow) – 3:53 4. „Jak to jest” (produkcja: Kociołek, realizacja, miksowanie, mastering: Szyha) – 3:48 5. „Nagła śmierć” (produkcja: Kociołek, realizacja, miksowanie, mastering: Glub) – 4:20 6. „Zrzutka” (gościnnie: Głośny, Stasiak, produkcja: Chmurok) – 5:24 7. „Dumny jak paw” (gościnnie: VNM, produkcja: Głośny) – 4:48 8. „Lecę do Ciebie” (gościnnie: Hade, produkcja: Mes) – 4:54 9. „Mogę odetchnąć” (produkcja: Szczur, gościnnie: Głośny) – 4:39 10. „Detoks” (produkcja: Grubz) – 4:12[C] 11. „Klocki” (produkcja: DJ 600V) – 3:51 |

CD 2 (edycja rozszerzona 2005)
1. „Krzyki za oknem (Remix)” (produkcja: Święty Mikołaj) – 3:58
2. „Sam siedzę tu.. (Live)” (produkcja: Stereotyp) – 4:57
3. „..wyżeej..” (produkcja: Święty Mikołaj, syntezator: Głośny, gościnnie: Flow) – 3:53
4. „Jak to jest” (produkcja: Kociołek, realizacja, miksowanie, mastering: Szyha) – 3:48
5. „Nagła śmierć” (produkcja: Kociołek, realizacja, miksowanie, mastering: Glub) – 4:20
6. „Sam siedzę tu.. (DJ M-Easy Screwed Fucked Up Remix)” (produkcja: DJ M-Easy) – 3:47
7. „Wywiad z Typem” (wideo)
8. Red, Mes, Echo – „Ten Typ Mes/Stylowy przekaz” (wideo)
9. Magiera & L.A., Pezet, Flexxip – „Oczy otwarte” (wideo)
10. Magiera & L.A., Mes, Numer Raz – „Rok później (oczy otwarte 2)” (wideo)
11. Flexxip – „Oszuści” (gościnnie: Ciech; wideo)
12. Flexxip – „List” (wideo)
13. Flexxip – „Szukam tego $” (wideo)

Notatki
- A^ W utworze wykorzystano sample z piosenki „Something” w wykonaniu Ala Greena[9].
- B^ W utworze wykorzystano sample z piosenki „A Love of Your Own” w wykonaniu Average White Band[9].
- C^ W utworze wykorzystano sample z piosenki „Back on the Track” w wykonaniu Jimmy'ego McGriffa[9].